# ウィル・ジョーダン
ウィル・ジョーダン（Will Jordan、1998年2月24日 - ）は、スーパーラグビー・パシフィック、クルセイダーズに所属するラグビーユニオン選手。

## プロフィール
- ニュージーランド・クライストチャーチ出身[1]。
- ポジションはウィング(WTB)、フルバック(FB)。
- 身長 188cm、体重 94kg
- U20ニュージーランド代表に選ばれたことがある[2]。
- ニュージーランド代表キャップは24（2023年8月現在）でラグビーワールドカップ2023のニュージーランド代表に選ばれた[3]。

## 略歴
タスマンを経て、2019年、クルセイダーズに加入。

## 受賞歴
- ワールドラグビー男子15人制最優秀新人賞:2021年[5]
- ワールドラグビー男子15人制ドリームチーム:2021年[6]・2022年[7]